# Fighton Simukonda
Fighton Simukonda (* 2. Februar 1958; † 15. Februar 2016 in Chililabombwe) war ein sambischer Fußballspieler und -trainer.

## Sportlicher Werdegang
Simukonda begann seine Karriere bei den Mimbula Diggers und KB Davies, ehe der groß gewachsene Abwehrspieler sich 1980 Vitafoam United in der Super Division anschloss. Dort gewann er als Mannschaftskapitän 1981 mit einem 2:1-Erfolg über die Strike Rovers im Endspiel um den sambischen Landespokal seinen ersten Titel. 1982 wechselte er zum Nkana FC, mit dem er 1983, 1985, 1986, 1988 und 1989 den nationalen Meistertitel und 1986 durch den Pokalsieg ebenso das Double gewann. 1989 wechselte Simukonda nach Südafrika zu Jomo Cosmos, 1991 zog er zu Blackpool Gauteng weiter. Parallel war er sambischer Nationalspieler geworden, die „KK 11“ führte er mehrfach als Kapitän aufs Spielfeld. Größter Erfolg seiner Länderspielkarriere war der Sieg im CECAFA-Cup 1984, als Malawi im Endspiel im Elfmeterschießen bezwungen wurde. Weitere große Turnierteilnahmen blieben ihm verwehrt.
1992 übernahm Simukonda bei den südafrikanischen Dangerous Darkies seinen ersten Trainerposten, in der ersten Saison war er dabei als Spielertrainer tätig. 1994 kehrte er nach Sambia zurück, wo er Roan United betreute und später parallel auch zeitweise die sambische Nationalmannschaft trainierte. In den folgenden Jahren trainierte er verschiedene Mannschaften in seinem Heimatland, mit dem Zanaco FC und ZESCO United gewann er jeweils den Meistertitel. Zuletzt war er für den Nchanga Rangers FC sowie die sambische U-23-Auswahlmannschaft zuständig.
Der an Diabetes mellitus leidende Simukonda hatte seit Dezember 2015 regelmäßige Krankenhausaufenthalte. Er verstarb wenige Tage nach seinem 58. Geburtstag im Konkola Mine Hospital in Chililabombwe.